# 石东路街道
石东路街道，是中华人民共和国内蒙古自治区呼和浩特市玉泉区下辖的一个乡镇级行政单位。

## 行政区划
石东路街道下辖以下地区：
三里营西社区、三里营东社区、五里营社区、苁蓉社区和迎春社区。